# برناردو دي لا غوارديا
برناردو دي لا غوارديا (14 أبريل 1900 – 1 فبراير 1970) هو مبارز بالسيف كوستاريكي راحل، مثّل بلاده في الألعاب الأولمبية الصيفية 1936.

## روابط خارجية
برناردو دي لا غوارديا على موقع أوليمبيديا (الإنجليزية)